# Heian-kyō

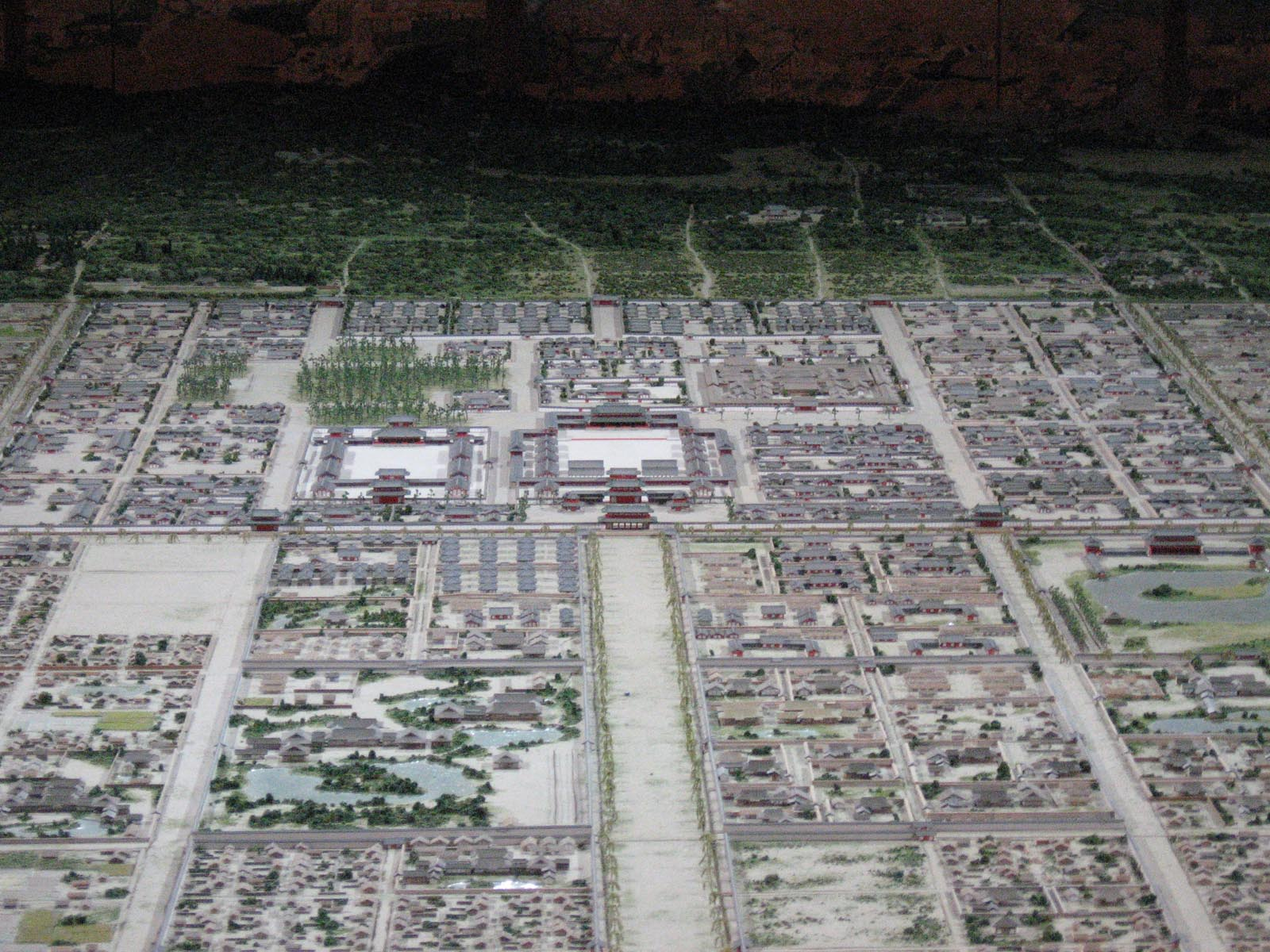
Modell vom Heian-kyō des 8. Jahrhunderts

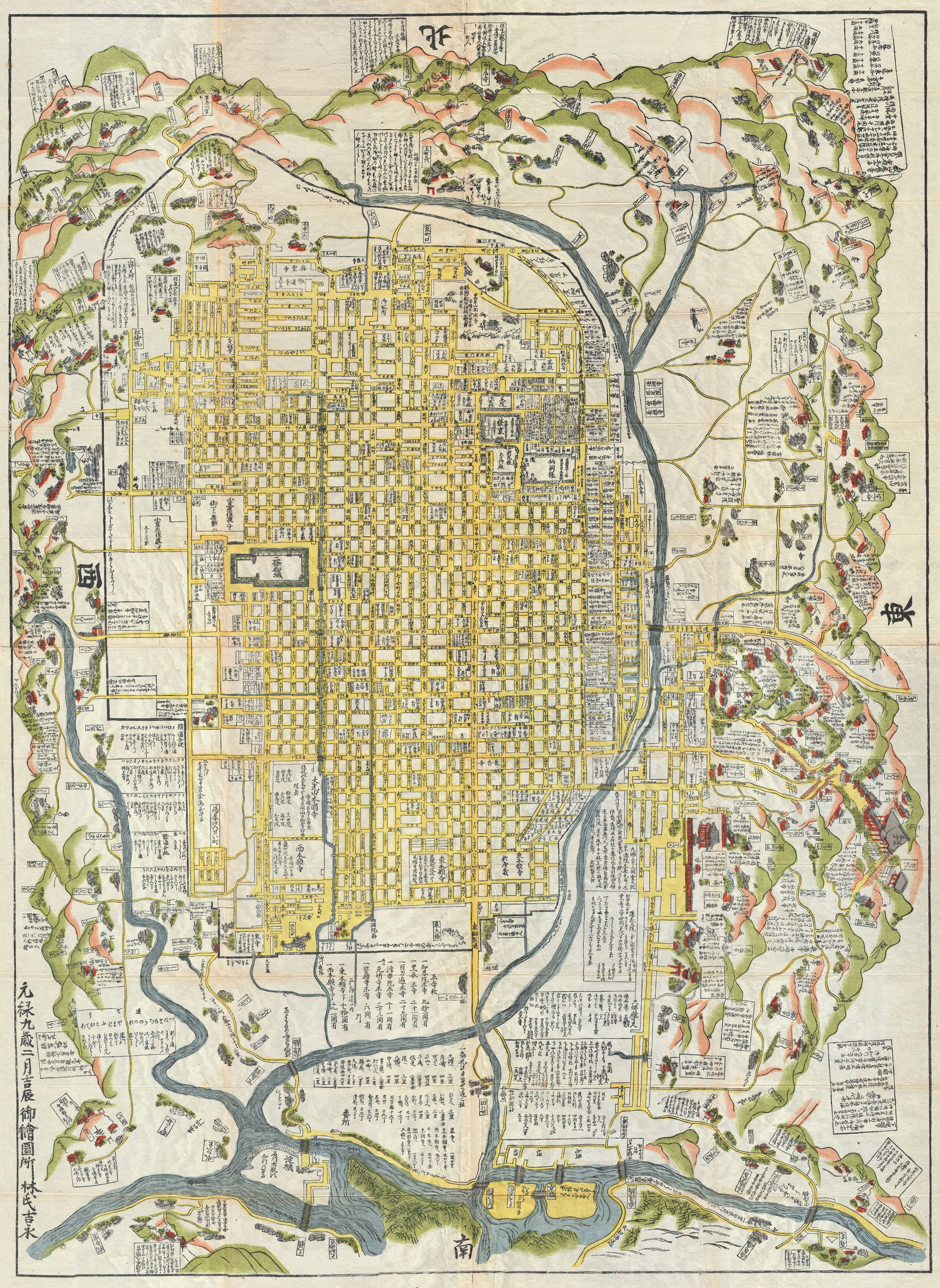
Karte von Heian-kyō, 1696

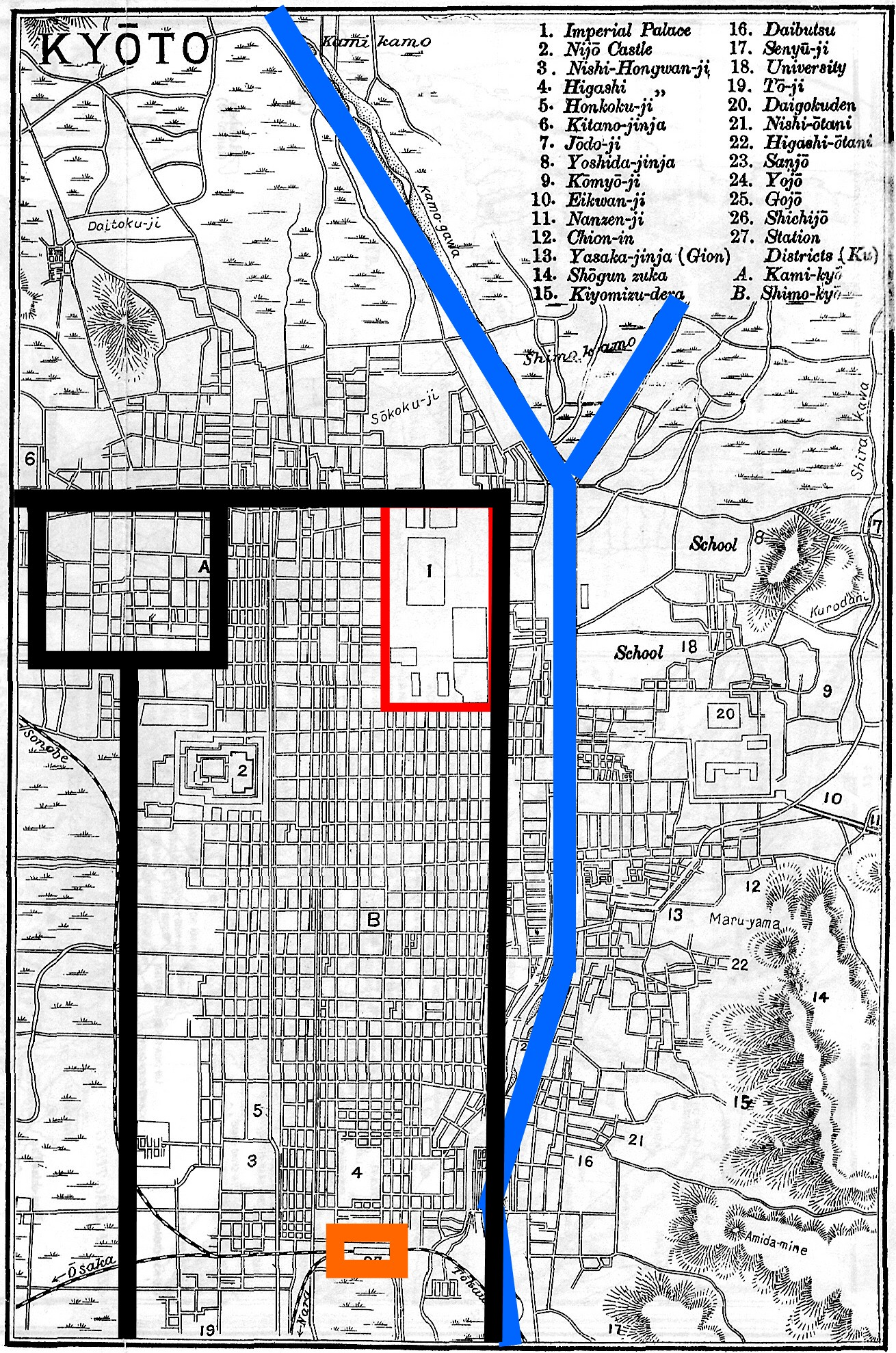
Kyoto 1910

Heian-kyō (japanisch 平安京, wörtlich: „Kaiserliche Residenzstadt des Friedens und der Ruhe“) war der ursprüngliche Name für die heutige Stadt Kyōto, die von 794 bis 1868 Sitz des kaiserlichen Hofes und damit die Hauptstadt Japans war.
Heian-kyō gab vor allem der Heian-Zeit (794–1185) ihren Namen und brachte das Hofleben zu einzigartiger Blüte.

## Geschichte
Kaiser Kammu verlegte 784 den Regierungssitz von Heijō-kyō (heute Nara) nach Nagaoka-kyō, um der übermäßigen politischen Einflussnahme der buddhistischen Sekten Herr zu werden und das Ritsuryō-System zu stärken. Nach der Ermordung des größten Befürworters des Umzuges, Fujiwara no Tanetsugu, der Verbannung und des Todes des Thronprinzen Sawara, einem Bruder Kammus, sowie mehreren Naturkatastrophen, die als Rache Sawaras gedeutet wurden, kam der weitere Aufbau der Hauptstadt zu einem Stillstand. Wake no Kiyomaru riet dem Kaiser, eine Hauptstadt im großflächigen Talkessel der Provinz Yamashiro zwischen den Flüssen Katsuragawa und Kamogawa – vor Taifunen durch die umliegenden Berge geschützt – zu errichten. Fujiwara no Ogurimaru erhielt 793 den kaiserlichen Befehl, die neue Hauptstadt im schachbrettartigen Muster nach dem Beispiel der chinesischen Hauptstadt der Tang-Dynastie Chang’an, dem heutigen Xi’an, zu bauen. Ausgenommen einer Unterbrechung im Jahre 1180, als die Hauptstadt für ein halbes Jahr nach Fukuhara-kyō verlegt wurde, war Heian-kyō mehr als tausend Jahre ununterbrochen die Hauptstadt Japans. Mit Ende des Gempei-Kriegs 1185 verlor die Stadt ihren Status als politisches Zentrum, als die Macht an die Shogune überging, die in Kamakura residierten. Die Ashikaga-Shōgune hatten ihren Sitz ab 1338 wieder in Heian-kyō, bis mit dem Tokugawa-Shōgunat ab 1603 der Regierungssitz endgültig nach Tokio (damals Edo) kam.
Die zu Anfang inoffizielle Bezeichnung Kyōto (京都, „Hauptstadt, kaiserliche Residenz“) war schon zur Nara-Zeit für die Hauptstadt Heijō-kyō gebräuchlich gewesen und verdrängte bis zum Ende des 11. Jahrhunderts den Namen Heian-kyō.

## Aufbau und Palast
Im rechteckigen Areal von etwa 4.500 m (Ost-West) mal 5.200 m (Nord-Süd) waren außer den beiden staatlich unterhaltenen Tempeln am südlichen Tor, dem Sai-ji (西寺) und dem Tō-ji (東寺), keine buddhistischen Einrichtungen erlaubt. Der 1227 abgebrannte Heian-Palast (Daidairi) befand sich in einem inneren Rechteck am nördlichen „Kopf“ der Stadt.
Die Hauptstraße Suzaku-ōji (朱雀大路, dt. „Hauptstraße des Roten Vogels“) die vom Suzaku-mon am kaiserlichen Palast nach Süden zum Rajō-mon verlief, unterteilte Heian-kyō in einen vom Kaiser aus gesehen „Linken Bezirk“ (Sakyō) und einen „Rechten Bezirk“ (Ukyō). Die größeren Ost-West-Straßen Ōji wurden von Norden nach Süden bis 9 (Kujō-Ōji) durchnummeriert. Bezeichnungen und Grundriss haben sich auch über die großen Zerstörungen des Ōnin-Krieges im 15. Jahrhundert bis heute weitgehend erhalten.
Wie die nebenstehende Karte von Kyoto zeigt, war um 1910 allerdings nur das Sakyō übrig geblieben. Dafür hatte sich die Stadt in der Muromachi-Zeit nach Osten und nach Norden über die alten Stadtgrenzen hinaus erweitert. Der Kaiserpalast im schwarzen Rechteck war längst verschwunden, der heutige (rotes Rechteck) befindet sich am Ostrand der alten Stadt. Der Bahnhof (in Orange) liegt zwischen der 8. und 9. Querstraße.